# Raymundo Rodríguez
Raymundo Rodríguez González (nacido el 15 de abril de 1905), fue un futbolista mexicano que jugaba en la posición de mediocampista. Jugó para el Club Deportivo Marte.
Jugó el Mundial de 1930 con la Selección de fútbol de México, solo disputó un encuentro y fue contra la Selección de fútbol de Argentina.
Tras el viaje a Uruguay, el entrenador Juan Luque de Serrallonga decidió hospedar a los jugadores en un hotel de las afueras de la ciudad. Hacía tanto frío que Raymundo “El Mapache” Rodríguez, desesperado por el clima, tomó las vendas que llevaba la delegación y se cubrió el cuerpo lo que, según cuentan, produjo un susto tremendo a su compañero, Felipe “La Marrana” Olivares. A partir de entonces, Raymundo fue llamado “La Momia”.

## Participaciones en Copas del Mundo
| Mundial                        | Sede    | Resultado    |
| ------------------------------ | ------- | ------------ |
| Copa Mundial de Fútbol de 1930 | Uruguay | Primera Fase |